# Skeleton ai XXII Giochi olimpici invernali - Singolo femminile
La gara di singolo femminile  di skeleton ai XXII Giochi olimpici invernali si è disputata il 13 e il 14 febbraio nella località di Krasnaja Poljana sulla pista Sanki.
La medaglia d'oro è stata vinta dalla britannica Elizabeth Yarnold, che ha preceduto la statunitense Noelle Pikus-Pace e la russa Elena Nikitina, della quale tuttavia il CIO aveva decretato la squalifica il 22 novembre 2017, a seguito della vicenda doping che ha coinvolto numerosi atleti russi tramite il noto rapporto della Agenzia Mondiale Antidoping (WADA) presentato da Richard McLaren nel luglio 2016, per cui la medaglia di bronzo le era stata revocata. Successivamente il 1º febbraio 2018 il Tribunale Arbitrale dello Sport ha accolto il ricorso presentato dall'atleta russa revocando così tutte le sanzioni comminatele dal CIO e restituendole quindi la medaglia di bronzo.
La medesima sanzione era stata applicata anche alle altre due atlete russe in gara: Ol'ga Potylicyna e Marija Orlova, giunte rispettivamente quinta e sesta al traguardo, ma vennero anch'esse riabilitate in seguito dalla sentenza del TAS.
Campionessa olimpica uscente era la britannica Amy Williams, che aveva conquistato l'oro a Vancouver 2010 precedendo nell'ordine le tedesche Kerstin Szymkowiak e Anja Huber; detentrice del titolo iridato di Sankt Moritz 2013 era invece l'altra britannica Shelley Rudman.

## Risultati
| Pos.    | N° | Nome                  | Nazione       | 1ª manche | 2ª manche | 3ª manche | 4ª manche | Totale  | Distacco |
| ------- | -- | --------------------- | ------------- | --------- | --------- | --------- | --------- | ------- | -------- |
| Oro     | 2  | Elizabeth Yarnold     | Gran Bretagna | 58"43     | 58"46     | 57"91     | 58"09     | 3'52"89 | —        |
| Argento | 1  | Noelle Pikus-Pace     | Stati Uniti   | 58"68     | 58"65     | 58"25     | 58"28     | 3'53"86 | +0"97    |
| Bronzo  | 12 | Elena Nikitina        | Russia        | 58"48     | 58"96     | 58"33     | 58"53     | 3'54"30 | +1"41    |
| 4       | 15 | Katie Uhlaender       | Stati Uniti   | 58"83     | 58"75     | 58"41     | 58"35     | 3'54"34 | +1"45    |
| 5       | 13 | Ol'ga Potylicyna      | Russia        | 59"00     | 58"75     | 58"13     | 58"52     | 3'54"40 | +1"51    |
| 6       | 10 | Marija Orlova         | Russia        | 58"97     | 59"02     | 58"30     | 58"43     | 3'54"72 | +1"83    |
| 7       | 16 | Sarah Reid            | Canada        | 59"14     | 59"17     | 58"27     | 58"15     | 3'54"73 | +1"84    |
| 8       | 5  | Anja Huber            | Germania      | 59"17     | 59"13     | 58"63     | 58"31     | 3'55"24 | +2"35    |
| 9       | 4  | Janine Flock          | Austria       | 59"47     | 59"39     | 58"61     | 58"56     | 3'56"03 | +3"14    |
| 10      | 8  | Sophia Griebel        | Germania      | 59"43     | 59"20     | 58"74     | 58"75     | 3'56"12 | +3"23    |
| 11      | 9  | Katharine Eustace     | Nuova Zelanda | 59"52     | 59"46     | 58"69     | 58"54     | 3'56"21 | +3"32    |
| 11      | 17 | Mellisa Hollingsworth | Canada        | 59"68     | 59"70     | 58"68     | 58"15     | 3'56"21 | +3"32    |
| 13      | 6  | Marion Thees          | Germania      | 59"25     | 59"42     | 58"89     | 58"67     | 3'56"23 | +3"34    |
| 14      | 11 | Michelle Steele       | Australia     | 59"42     | 59"41     | 58"76     | 58"69     | 3'56"28 | +3"39    |
| 14      | 19 | Lelde Priedulēna      | Lettonia      | 59"73     | 59"31     | 58"73     | 58"51     | 3'56"28 | +3"39    |
| 16      | 3  | Shelley Rudman        | Gran Bretagna | 59"46     | 59"33     | 58"82     | 58"86     | 3'56"47 | +3"58    |
| 17      | 14 | Lucy Chaffer          | Australia     | 1'00"16   | 59"25     | 58"74     | 58"49     | 3'56"64 | +3"75    |
| 18      | 7  | Marina Gilardoni      | Svizzera      | 59"77     | 59"79     | 58"77     | 58"41     | 3'56"74 | +3"85    |
| 19      | 18 | Nozomi Komuro         | Giappone      | 59"94     | 59"82     | 59"24     | 58"76     | 3'57"76 | +4"87    |
| 20      | 20 | Maria Marinela Mazilu | Romania       | 59"99     | 59"89     | 59"63     | 59"11     | 3'58"62 | +5"73    |

Data: giovedì 13 febbraio 2014

Ora locale 1ª manche: 11:30

Ora locale 2ª manche: 12:40

Data: venerdì 14 febbraio 2014

Ora locale 3ª manche: 19:40

Ora locale 4ª manche: 20:50

Pista: Sanki

Legenda:
- DNS = non partita (did not start)
- DNF = prova non completata (did not finish)
- DSQ = squalificata (disqualified)
- Pos. = posizione